# Murcia montana
Murcia montana är en kvalsterart som först beskrevs av Hammer 1961.  Murcia montana ingår i släktet Murcia och familjen Ceratozetidae. Inga underarter finns listade i Catalogue of Life.